# 苏克艾丁机场
苏克艾丁机场位于印度阿萨姆邦，第二次世界大战时是美国陆军航空兵的军用机场。是驼峰航线运输机的主要机场。1942年也部署战斗机防范日本的进攻。 